# ذرتی (فنوج)
ذرتی یا سفیدکوه بندسرخ(نیلگ) منطقه ای در دهستان محترم‌آباد بخش کتیج شهرستان فنوج در استان سیستان و بلوچستان ایران است.
عموما از فامیل های هوت،ملک زهی،بلوچ‌میرزایی و چاکری تشکیل شده است.
این منطقه تاریخی دارای آثار قبل از اسلام شامل سنگ چین ، جوی آب که هنوز آثار آن کاملا هویداست همچنین تپه های باستانی آن و بزرگ مردی به اسم دین محمد شیهک بوده است از لحاظ گردشگری در دل ارتفاعات مکران(نیلگ) قرار دارد
چشم انداز بکر شامل آبشارهای طبیعی، حوض های طبیعی همچنین هوای خنک در تابستان و میوه های نیمه گرمسیری شامل بنه(پسته وحشی)، بادام کوهی، گیلاس کوهی، انجیر کوهی،گل شقایق سرخ(خشخاش کوهی) و...
همچنین پرندگانی ماننده کبک، تیهو همچنین فاخته وحیواناتی نظیر پلنگ، میش و بز کوهی،خرس سیاه و غیره در حال زیست میباشد.

## جمعیت
بر پایه سرشماری عمومی نفوس و مسکن در سال ۱۳۹۵، جمعیت این روستا برابر با ۳۳ نفر (۱۰ خانوار) بوده‌است.